# Droppträdklättrare
Droppträdklättrare (Xiphorhynchus ocellatus) är en fågel i familjen ugnfåglar inom ordningen tättingar.

## Utseende och läte
Droppträdklättraren är en medelstor trädklättrare utan särskilda kännetecekn. På huvud, rygg och bröst syns varierande mängd beigefärgade sträck. Strupen är fjälligt beige. Näbben är relativt rak och vanligen mörkt gråaktig eller silverfärgad. Arten känns lättast igen på lätet, en fallande serie med rätt nasala toner, ibland i ett stammande mönster.

## Utbredning och systematik
Droppträdklättrare delas in i fyra underarter:
- X. o. lineatocapilla – utbredningen är osäker, eventuellt kring floden Orinoco i norra Venezuela
- X. o. beauperthuysii – förekommer från sydöstra Colombia och sydvästra Venezuela till östra Ecuador, nordöstra Peru och nordvästra Brasilien)
- X. o. perplexus – förekommer i östra Peru och angränsande västra Brasilien
- X. o. ocellatus – förekommer i nordcentrala Brasilien söder om Amazonfloden
- X. c. napensis – förekommer i sydöstra Colombia, östra Ecuador och nordöstra Peru
- X. c. chunchotambo – förekommer i östra Peru
- X. c. brevirostris – förekommer i sydöstra Peru och Bolivia

BirdLife International och IUCN urskiljer taxonen beauperthuysii och lineatocapilla respektive napensis, chunchotambo och brevirostris som de egna arterna Xiphorhynchus beauperthuysii och Xiphorhynchus chunchotambo.

## Levnadssätt
Droppträdklättraren hittas vanligen i högväxt skog, i låglänta områden och upp i Andernas förberg. Den ses vanligen enstaka eller i par, ofta som en del av kringvandrande artblandade flockar i skogens lägre eller mellersta skikt.

## Status
IUCN delar upp droppträdklättraren i tre arter och bedömer därför hotstatus för dem var för sig (se Systematik), alla tre som livskraftiga.